# José Manuel Pinzás
José Manuel Pinzás fue un político peruano. 
En 1860 formó parte de la Sexta Expedición del Padre Calvo formada en Huánuco con la finalidad de encontrar una ruta a la selva. Fue elegido diputado suplente por la provincia de Huánuco en 1876 durante el gobierno de Mariano Ignacio Prado y reelecto en 1879 durante el gobierno de Nicolás de Piérola y la guerra con Chile. 
Durante su gestión apoyó al diputado cusqueño Francisco Gonzales quien presentó al Congreso de la República una petición para que este órgano declare a la cusqueña María Trinidad Enríquez, primera mujer peruana y sudamericana en realizar estudios universitarios, como apta para graduarse como abogada, para hacer los dos años de práctica en un estudio forense y recibirse en alguna Corte Superior. Gonzales alegó que este pedido no tenía que ver sólo con el Cusco sino con toda la República. Gonzales fue apoyado por el diputado por Huánuco José Manuel Pinzás quienes propusieron ante la cámara de diputados que se establezca que las mujeres consigan, con los requisitos de ley, los mismos grados universitarios que los hombres. Esta propuesta fue apoyada por el ministro de Instrucción, Justicia y Culto Mariano Felipe Paz Soldán. Este proceso fue interrumpido por la Guerra del Pacífico y recién luego de esta, el Congreso resolvió autoriza, en calidad de "gracia", que Enriquez pueda optar el grado de bachiller en Derecho.
Luego de la Guerra, en 1886, fue elegido como senador por Huánuco, cargo para el que fue reelecto consecutivamente hasta 1894 con la sola excepción de 1889.